# Milionia elegans
Milionia elegans là một loài bướm đêm trong họ Geometridae.

## Hình ảnh

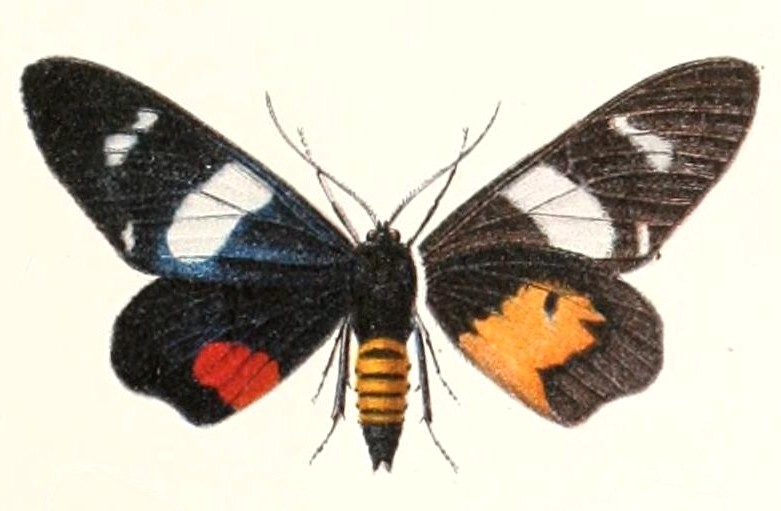